# 阿拉巴馬大學紅潮隊
阿拉巴馬大學紅潮隊（英語：Crimson Tide）的美式足球隊是美国最富盛名的大学美式足球隊之一，近代冠軍最多的隊伍，以16座冠軍僅次於耶魯排名第二(但耶魯上次冠軍已是100年前的1927年)
美式橄榄球隊始於1892年，已獲得30個SEC冠軍和18個全國冠軍(民意調查時代的13個（美聯社或教練投票）以及民調時代之前的其他5個冠軍)。完成36次10連勝賽季和參與76場杯賽，其中獲勝46場—全部是NCAA記錄。 阿拉巴馬州誕生了18名大學名人堂球員、97名105次入選全美大學最佳陣容的球員以及4名海斯曼獎獲得者。
2000年後，獲得2009、2011、2012、2015、2017、和2020全國冠軍。
阿拉巴馬州的主場比賽在位於阿拉巴馬州圖盧沙校園內可容納 10 萬人的布萊恩-丹尼體育場舉行。是世界第十大非競賽體育場，也是美國第八大體育場。